# احمد ساعتچیان
احمد ساعتچیان ابدالی (زادهٔ ١١ مهرِ ۱۳۵۱) بازیگر تئاتر، سینما و تلویزیون اهل ایران است.

## زندگی
احمد ساعتچیان ۱۱ مهر ۱۳۵۱ در تهران زاده شد. او علاوه بر دو دهه فعالیت در زمینه بازیگری تئاتر، به کارگردانی و تدریس بازیگری نیز مشغول است. وی فارغ‌التحصیل کانون حمید سمندریان در سال ۱۳۷۶ است. او همچنین سابقهٔ تدریس بازیگری در آموزشگاه‌های کانون سینماگران جوان، آکادمی هنرهای دراماتیک سمندریان را در کارنامهٔ هنری خود دارد. همسر وی فرانک حیدریان بازیگر و مترجم و نویسنده است. ساعتچیان به همراه همسرش گروه تئاتر برگ را در سال ۱۳۹۲ راه‌اندازی کردند.

## کارنامه هنری

### نمایش‌ها

#### بازیگری
- قلندران (امیر دژاکام اجرا تالار وحدت، ۱۳۶۹)
- دایره گچی قفقازی (حمید سمندریان؛ تهران، تئاترشهر، تالار اصلی؛ ۱۳۷۷)
- دوزخ (افسانه ماهیان) تهران، تئاترشهر، تالار قشقایی؛ ۱۳۷۷)
- جنایت و مکافات (میکائیل شهرستانی؛ تهران، تئاترشهر، تالار اصلی؛ ۱۳۷۷)
- بازی استریندبرگ (حمید سمندریان؛ تهران، تئاتر شهر، تالار چهارسو؛ ۱۳۷۸)
- هشتمین سفر سندباد (کیومرث مرادی؛ تهران، تالار مولوی، جشنواره فجر؛ ۱۳۷۸ ـ تئاتر شهر، تالار سایه؛ ۱۳۷۹)
- نمایش رادیویی رومئو و ژانت (حمید سمندریان، ۱۳۷۹)
- نمایش رادیویی ازدواج آقای می‌سی‌سی‌پی (حمید سمندریان ۱۳۷۹)
- افسون معبد سوخته (کیومرث مرادی؛ تهران، تئاترشهر، تالار سایه، جشنواره فجر؛ ۱۳۷۹ ـ تئاترشهر، تالار چهارسو؛ ۱۳۸۰/هند، جشنواره تئاتر دهلی؛ ۱۳۸۳)
- کرگدن (وحید رهبانی؛ تهران، تئاترشهر، تالار نو؛ ۱۳۸۰)
- رازها و دروغ‌ها (کیومرث مرادی؛ تهران، تئاترشهر، تالار سایه، جشنواره فجر؛ ۱۳۸۰ ـ اجرای عموم، تالار سایه؛ ۱۳۸۲–۱۳۸۱)
- خواب در فنجان خالی (کیومرث مرادی؛ تهران، جشنواره فجر؛ ۱۳۸۱ ـ تئاترشهر، تالار قشقایی؛ ۱۳۸۲ ـ هند، جشنواره تئاتر دهلی؛ ۱۳۸۳)
- خوانش نمایشنامهٔ درس کارگردان کیومرث مرادی، اجرا ۱۳۸۳ کافه تریای تئاتر شهر، برنده نمایشنامه خوانی برتر سال)
- خوانش نمایشنامه همه عطرهای عربستان کارگردان سید علی هاشمی، ۱۳۸۳)
- خوانش نمایشنامه لاموزیکا کارگردان نگار جواهریان ۱۳۸۴، سایه، تئاتر شهر)
- در مصر برف نمی‌بارد (علی رفیعی؛ تهران، تالار وحدت، جشنواره فجر؛ ۱۳۸۱ ـ تئاترشهر، تالار اصلی؛ ۱۳۸۲)
- آخر خط (سهراب سلیمی؛ تهران، تئاترشهر، تالار قشقایی، جشنواره فجر؛ ۱۳۸۱ ـ تئاترشهر، تالار سایه؛ ۱۳۸۲ ـ آلمان، فستیوال تئاتر کلن؛ ۱۳۸۲)
- مده‌آ (سهراب سلیمی؛ آلمان، جشنواره تئاتر کلن؛ ۱۳۸۲)
- حرفه‌ای‌ها (بابک محمدی؛ تهران، تئاترشهر، تالار قشقایی ـ فرهنگسرای نیاوران؛ ۱۳۸۳)
- شکلک (کیومرث مرادی؛ تهران، جشنواره فجر؛ ۱۳۸۲ ـ تئاترشهر، تالار قشقایی؛ ۱۳۸۳ ـ پاریس، جشنواره تئاتر بهار ایرانی؛ ۱۳۸۳)
- سه‌گانه وانیک (سهراب سلیمی؛ تهران، جشنواره فجر؛ ۱۳۸۲ ـ تئاترشهر، تالار چهارسو؛ ۱۳۸۳)
- الوتریا (وحید رهبانی، محمدرضا جوزی؛ تهران، تئاترشهر، تالار کارگاه نمایش، جشنواره فجر؛ ۱۳۸۳)
- ژولیوس سزار به روایت کابوس (کیومرث مرادی؛ تهران، جشنواره فجر؛ ۱۳۸۳ ـ تئاترشهر، تالار چهارسو؛ ۱۳۸۴)
- درام‌های زندگی (بابک محمدی؛ تهران، فرهنگسرای نیاوران ـ فرهنگسرای ارسباران؛ ۱۳۸۵)
- ملاقات بانوی سالخورده (حمید سمندریان؛ تهران، تئاترشهر، تالار اصلی؛ ۱۳۸۶)
- کرگدن (فرهاد آئیش؛ تهران، تئاترشهر، تالار اصلی؛ ۱۳۸۷)
- گفتگوهای پس از یک خاکسپاری (کارگردان بورژین عبدالرزاقی، اجرا ۱۳۷۸، کانون هنری سمندریان)
- نورا (علیرضا کوشک جلالی اجرا تئاتر شهر. قشقایی و سالن اصلی ۱۳۸۹)
- هدا گابلر (وحید رهبانی اجرا تئاتر شهر، چهارسو، ۱۳۸۹)
- آقای اشمیت کیه؟ (داود رشیدی اجرا تابستان ۱۳۹۰ تماشاخانهٔ ایرانشهر)
- نامه‌هایی به تب (سیامک احصایی اجرا پائیز ۱۳۹۰ تماشاخانهٔ ایرانشهر)
- ملاقات (احمد ساعتچیان و شهاب حسینی اجرا پائیز ۱۳۹۱ فرهنگسرای نیاوران)
- شام با دوستان (آیدا کیخایی اجرا تابستان ۱۳۹۱ تماشاخانهٔ ایرانشهر)
- مرد بالشی (آیدا کیخائی و محمد یعقوبی اجرا تابستان ۱۳۹۱ فرهنگسرای ارسباران)
- شایعات (رحمان سیفی آزاد اجرا پائیز ۱۳۹۱ تماشاخانهٔ ایرانشهر سالن استاد سمندریان)
- در شوره زار (حسین کیانی اجرا آذر و دیماه ۱۳۹۲ تماشاخانهٔ ایرانشهر. سالن استاد سمندریان)
- هیولاخوانی (محمد یعقوبی اجرا تیر و مرداد ۱۳۹۳ تئاتر شهر سالن چهارسو)
- مردی برای تمام فصول (بهمن فرمان آرا اجرا آبان و آذر و دی ۱۳۹۳، تالار وحدت)
- اجرای نمایش مده آ در فلورانس ایتالیا ۲۰۱۵)
- سه جلسه تراپی (افسانه ماهیان اجرا خرداد ۱۳۹۴، تئاتر شهر، سالن چهار سو)
- وانیک (سهراب سلیمی اجرا شهریور و مهر ۱۳۹۴، تئاتر باران)
- دوشس ملفی (محمد رضایی‌راد و تهیه‌کنندگی باران کوثری شهریور مهر و آبان ۱۳۹۵ تئاتر مستقل تهران)
- نمایش قطار سانست لیمیتد به کارگردانی فرانک حیدریان سالن استاد انتظامی خانه هنرمندان. مهر و آبان و اجرای مجدد در تماشاخانه ارغنون آذر و دی ۱۳۹۶
- نمایش مدهآی سن مدار به کارگردانی بورژین عبدالرزاقی تماشاخانه شهرزاد آبان و آذر ۱۳۹۷
- نمایش شازده کوچولو به کارگردانی مصطفی قربان پور جشنواره تئاتر فجر.
- نمایش تراس به کارگردانی مسعود کرامتی تماشاخانه ایرانشهر اردیبهشت و خرداد۱۳۹۸
- نمایش ستاره شناس به کارگردانی اصغر نوری تئاترشهر مرداد تا مهر ۱۳۹۸
- نمایش بیوگرافی، یک بازی به کارگردانی بورژین عبدالرزاقی و ترجمه فرانک حیدریان دیوار چهارم شهریور ۱۴۰۱

#### کارگردانی
- دستیار کارگردان و مجری طرح نمایش اعتراف به کارگردانی شهاب حسینی
- اسم من ریچل کوری است اجرا آذر و دی ۱۳۹۴ در استودیو نمایش روایت و جشنوارهٔ مقاومت
- ملاقات به کارگردانی احمد ساعتچیان و شهاب حسینی اجرا پائیز ۱۳۹۱ فرهنگسرای نیاوران
- خوانش نمایشنامهٔ مستخدم ماشینی به کارگردانی احمد ساعتچیان، و بازی سیامک صفری اجرا خانه هنرمندان، ۱۳۸۴
- مستخدم ماشینی به کارگردانی و بازی احمد ساعتچیان ۱۳۷۶، کانون هنری سمندریان
- آخر بازی به کارگردانی احمد ساعتچیان، کانون هنری سمندریان

### تلویزیون

#### مجموعه‌ها
- کلبه سپید (مهرداد رایانی مخصوص و رحمان سیفی‌آزاد؛ ۱۳۷۹)
- قلب یخی (مسعود رشیدی؛ ۱۳۷۹)
- شب چراغ (مجید جوانمرد؛ ۱۳۸۱)
- باجناغ‌ها (فرهاد آئیش؛ شبکه ۱؛ ۱۳۸۳)
- مومو و مومی (مریم سعادت؛ شبکه ۲؛ ۱۳۸۴)
- مدار صفر درجه (حسن فتحی؛ شبکه ۱؛ ۱۳۸۴)
- آخرین گناه (حسین سهیلی‌زاده؛ ۱۳۸۵)
- مرگ تدریجی یک رؤیا (فریدون جیرانی ۱۳۸۶)
- خرده ستمگران (مسعود شاه‌محمدی ۱۳۸۷)
- تاوان (شهرام شاه‌حسینی ۱۳۸۸)
- حیرانی (امید بنکدار و کیوان علیمحمدی ۱۳۹۰)
- مثل یک کابوس (شهرام شاه‌حسینی ۱۳۹۰)
- پیدا و پنهان (شهرام شاه‌حسینی ۱۳۹۱)
- کمین (شهرام شاه‌حسینی رسانه‌های تصویری ۱۳۹۳)

#### تله فیلم
- سایه‌های بلند گناه (شهرام شاه‌حسینی ۱۳۸۸)
- روزی که می‌آید (کاوه سجادی حسینی ۱۳۸۹)
- پلاک هفت کوچهٔ پائیز (شهرام شاه‌حسینی ۱۳۸۹)
- برهوت (شهرام شاه‌حسینی ۱۳۹۰)
- نگرانی (کاوه سجادی حسینی ۱۳۹۰)

### فیلم‌های سینمایی
- جایی برای زندگی (محمد بزرگ‌نیا؛ ۱۳۸۱)
- به آهستگی (مازیار میری؛ ۱۳۸۳)
- سه زن (منیژه حکمت؛ ۱۳۸۵)
- آنسوی رودخانه (عباس احمدی مطلق؛ ۱۳۸۷)
- پرسه در مه (بهرام توکلی؛ ۱۳۸۸)
- بشارت یک شهروند هزارۀ سوم (محمد هادی کریمی؛ ۱۳۹۱)
- دلم می‌خواد (بهمن فرمان آرا؛ ۱۳۹۳)
- مقیمان ناکجا (شهاب حسینی؛ ۱۳۹۶)
- پسر-مادر (مهناز محمدی؛ ۱۳۹۷
- مغز استخوان (حمیدرضا قربانی؛ ۱۳۹۸)
- به پرده نارنجی دست نزن یلدا جبلی. فیلم کوتاه
- مجازات مهرتاش محیط، ۱۳۹۸ فیلم کوتاه
- وقت خوبی برای مردن اصغر نوری ۱۴۰۱ ، فیلم کوتاه
- اتاق سهیلا گلستانی ۱۳۸۹، فیلم کوتاه

## جایزه‌ها
- نامزد بازیگری نقش اول مرد سال ۱۳۷۹ برای نمایش افسون معبد سوخته از جشنوارهٔ تئاتر فجر
- نامزد بهترین بازیگر مرد خانۀ تئاتر برای نمایش درام‌های زندگی
- کسب عنوان بهترین بازیگر مردِ سال ۱۳۸۳ برای نمایش سه گانهٔ وانیک و نمایش شکلک مشترک با رضا کیانیان از طرف منتقدین و نویسندگان هفته نامهٔ سروش